# Vlado Jeknić
Vlado Jeknić (Šavnik, 1983. augusztus 14. - ) montenegrói válogatott labdarúgó.

## Pályafutásának kezdete
Jeknić a podgoricai Crvena Stijena csapatában kezdte pályafutását, ahonnét 2002-ben igazolt Montenegró egyik élcsapatához a Sutjeskához. Itt két szezon alatt közel 100 bajnokin lépett pályára, s teljesítményére több külföldi klub is felfigyelt.

## Németország
2005 nyarán jött össze Jeknićnek az első külföldi szerződés, ekkor a német Wacker Burghausen szerződtette egy sikeres próbajáték után. A kontraktus értelmében csak kölcsönbe került a németekhez, akinek azonban opciós joguk volt végleges megvásárlására is. Az első idényében megbízhatóan teljesített, 18 mérkőzésen lépett pályára a Bundesliga 2-ben, melyből 12-t végig is játszott, s egy gólpasszt is jegyzett a szezonban.
A szezon végén a klub vezetői éltek opciós jogukkal, s 100.000 euróért megvásárolták végleg. A következő szezonban is alapembernek számított, 22 bajnokin lépett pályára, s megszerezte első gólját is a német másodosztályban, a TuS Koblenz ellen szerzett 3 pontot érő gólt. A szezon végén a Burghausen azonban kiesett az másodosztályból.
A harmadosztályba azonban nem követte csapatát, ugyanis 2007 nyarán a másodosztályú SV Wehenhez írt alá kétéves szerződést. Jól indul weheni karrierje, ugyanis az első fordulóban gólt fejelt a későbbi bajnok TSG 1899 Hoffenheim otthonában aratott 3-2-es diadal alkalmával. Ezt követően zsinórban 9 bajnokit végigjátszott, majd egy sérülés miatt kikerült a csapatból, s nem tudta magát visszaverekedni.
A 2008/2009-es szezonja nem úgy alakult, ahogy szerette volna, mindössze 7 bajnokin szerepelt, s csak 2 mérkőzésen volt végig a pályán. Év végén csapata kiesett a Bundesliga 2-ből, s ezek után Jeknić nem kívánt maradni Wehenben, s nem hosszabbította meg lejáró szerződését.

## Diósgyőri VTK
Egészen a felkészülés végéig nem talált magának csapatot, augusztus végén csatlakozott a Diósgyőri VTK csapatához, s pályára lépett a Nyíregyháza Spartacus elleni Ligakupa mérkőzésen is, melyen kiállították. Ennek ellenére Aczél Zoltán javasolta a játékos leszerződtetését, de vízumproblémák miatt, csak szeptemberben érkezett meg játékengedélye. Értéke Magyarországra igazolásakor - a transfermarkt.de szerint - 350.000 euró volt.
2009. szeptember 26-án debütált a Soproni Ligában, a Szombathelyi Haladás ellen.

## Válogatott
A montenegrói labdarúgó-válogatott első tétmeccsén pályára lépett a magyar válogatott ellen, valamint a 3-3-as Magyarország-Montenegró mérkőzésen is szerepelt.

## Mérkőzései a montenegrói válogatottban
| #  | Dátum                | Ellenfél     | Eredmény | Kiírás              | Esemény |
| -- | -------------------- | ------------ | -------- | ------------------- | ------- |
| 1. | 2007. március 24.    | Magyarország | 2 – 1    | barátságos mérkőzés | 85'     |
| 2. | 2007. június 1.      | Japán        | 0 – 2    | Kirin-kupa          | 87'     |
| 3. | 2007. június 3.      | Kolumbia     | 0 – 1    | Kirin-kupa          |         |
| 4. | 2007. szeptember 12. | Svédország   | 1 – 2    | barátságos mérkőzés |         |
| 5. | 2007. október 17.    | Észtország   | 1 – 0    | barátságos mérkőzés | 85'     |
| 6. | 2008. augusztus 20.  | Magyarország | 3 – 3    | barátságos mérkőzés | 84'     |